# A&E (Latinoamérica)
A&E es un canal de televisión por suscripción latinoamericano de origen estadounidense, variante regional del canal original. Su programación se centraba en la emisión de biografías, documentales, y series (en especial de dramas, policiales y misterios), pero más tarde se expandió para incluir también telerrealidad. Tiene un alcance de 32 millones de hogares en Latinoamérica.
Es propiedad de A+E Networks, tiene una asociación con Ole Communications, y es distribuido actualmente para la región por Ole Distribution, una empresa formada entre Ole Communications y Warner Bros. Discovery.

## Historia
El canal inició en Latinoamérica en 1996, mediante una sociedad entre A&E y HBO Latin America Group, teniendo como objeto el canal de documentales «Mundo Ole» que venía transmitiendo desde 1997. Gracias a esta asociación que ocurrió dos años después, comienzan a verse producciones de la marca Biography, uno de los programas reconocidos del canal en aquel momento, y que recibió dos Premios Emmy en 1999 y 2002.
Con el paso de los años, la marca "A&E" fue tomando más presencia dentro del canal hasta definitivamente desprenderse de la palabra "Mundo" en septiembre del 2005 y tener su identidad actual. Sus sedes para esta región están ubicadas en Caracas, Venezuela y en Río de Janeiro, Brasil.
El canal, que originalmente se enfocaba en biografías, documentales y series de drama (especialmente de crímenes y misterios), se ha expandido a otras áreas como los reality shows y la música; este último transmitiendo videoclips; también contó con la emisión de eventos musicales, transmitiendo el Festival de Viña del Mar de Chile, transmitido en 2004 y desde 2009 (en vivo y en directo) hasta 2014, ya que a partir de 2015 pasó a emitirse por los canales HTV y TNT y comienza a emitir los Premios Independent Spirit desde el 2017.
La señal en alta definición fue lanzada el 2 de agosto de 2012 para Latinoamérica.

## Del subtitulado al doblaje
A partir de la segunda mitad de 2008, A&E Latinoamérica empezó a emitir su programación doblada al español hispanoamericano, dejando de lado el subtitulado. Gran parte de la programación se dobla en Colombia en los estudios VC Medios, los doblajes de VC Medios se realizan entre Bogotá y Miami, esto se debe al cierre de  VC Medios Caracas a la censura de la prensa por la dictadura de Nicolás Maduro en Venezuela.
Sin embargo, aún se mantenía una mínima cantidad de programas en idioma original, como las series The Beast y Numb3rs.
Actualmente, el canal ofrece una pista de audio secundario en inglés con el audio de los programas en idioma original.